# Adelin Husson
Adelin Husson, né à Chassepierre le 15 mai 1899, tué au Maquis du Banel, situé sur le territoire de la commune française de Matton-et-Clémency, le 18 juin 1944, fut un résistant belge et un militant wallon.

## Un homme et sa famille dans la Résistance
Il fut volontaire de guerre en 1914-1918, fonda avec Joseph Goffin le journal clandestin Churchill Gazette en 1941. Il fonda d'ailleurs immédiatement en 1940 un groupe clandestin dit Cercle des anglophiles qui adopta immédiatement des méthodes de clandestinité sur le modèle des communistes. Adelin Husson était par exemple A 3. Ce résistant possédant une grande capacité de travail, apte au commandement et à l'action dans la clandestinité est à la fois un journaliste, un homme des renseignements et un résistant armé. Il  participe à la fabrication de bombes destinée à faire sauter des wagons-citernes en gares de Jemeppe-sur-Meuse et Tilleur. Sa famille s'engage avec lui, sa femme et ses deux enfants (18 et 16 ans). La revue Cœurs belges écrira après la guerre: 
«  Ce n'est pas un homme, c'est toute la famille qui résiste. »
Il est également lié à la création de La Meuse (clandestine) et de Les neuf provinces qui se veut belge comme son nom l'indique. Dans Churchill Gazette il signe sous le nom de Dreyfus II. C'est à son domicile qu'est créé le Front wallon pour la libération du pays. En effet, répondant à l'invitation de Théo Dejace, il fait de sa maison située au 337, rue du moulin à Bressoux un lieu de rencontre. L'agenda de Théo Dejace étudié par l'Institut d'histoire ouvrière, économique et sociale, garde la trace de dix rendez-vous à cet endroit. C'est chez lui que la charte du Front wallon pour la libération du pays est rédigée de même qui est décidé l'édition de La Meuse (clandestine) et la famille d'Adelin Husson se charge de sa distribution en région liégeoise.

## Arrestation de sa famille et fuite en France
Le 29 avril 1942, son épouse et ses deux enfants sont arrêtés par la Gestapo. Son épouse et sa fille sont internées au camp de Ravensbrück. Apprenant cette arrestation, il fuit dans les Ardennes françaises, devient le chef du maquis du Banel dans les Forces françaises de l'intérieur. Son fils, Jules Husson l'y rejoint après s'être échappé de la Citadelle de Liège où l'avait enfermé la Gestapo. Il recrute des groupes d'action dans les régions de Sedan, Charleville, Mézières, Carignan. Son camarade Henri Vin lui rend ainsi hommage : 
«  L'intégration des groupes d'action français aux secteurs FFI permet au mouvement  de se spécialiser dans le renseignement comme de mettre sur pied une ligne d'évacuation d'aviateurs alliés abattus au cours de raids [...] Le Banel n'est plus le refuge d'hommes traqués mais le poste de commandement qui règle la vie d'une unité combattante. Les services de l'Abwehr décident de l'attaquer en mai 1944. »
Le 18 juin une unité ennemie cerne le Banel. Adelin Huisson tombe à la tête du groupe qu'il cherche à sauver. Un monument est inauguré au Banel le 15 juin 1958 et le 19 juin 1960 une plaque commémorative est apposée à son domicile de Bressoux.